# Gottfried van Swieten
Gottfried baron van Swieten (ur. 29 października 1733 w Lejdzie, zm. 29 marca 1803 w Wiedniu) – holenderski dyplomata w austriackiej służbie.

## Życiorys
Jako minister szkolnictwa i zwolennik józefinizmu kontynuował reformę systemu nauczania na Uniwersytecie Wiedeńskim zapoczątkowaną przez jego ojca, wiedeńskiego lekarza Gerarda van Swietena.
Jako dyplomata wiedeński działał od roku 1755 do 1757 w Brukseli, od 1760 do 1763 w Paryżu, od 1763 do 1764 w Warszawie i w końcu w latach od roku 1770 do 1777 w Berlinie jako ambasador. Podczas rozmów w Berlinie z królem Fryderykiem II dotyczących rozbioru Polski, van Swieten zaproponował w imieniu swego rządu by Prusy wzięły także część przeznaczoną Austrii, a w zamian oddały część Śląska. Fryderyk kategorycznie odmówił.
Jest również znany jako znawca i miłośnik muzyki. Protektor m.in. takich artystów jak Joseph Haydn, Wolfgang Amadeus Mozart i Ludwig van Beethoven. Swieten podziwiał również dawniejszych twórców, takich jak Georg Friedrich Händel i Johann Sebastian Bach i zapoznał Mozarta z ich dziełami.